# Brice Ferrer
Brice Ferrer (Ginestas, 12 de abril de 1994), es un jugador francés de rugby de ascendencia española que se desempeña como tercera línea, juega en el US Dax de la Rugby Pro D2 de Francia y es internacional absoluto con la Selección Española, donde acumula 13 caps.

## Trayectoria deportiva
Originario de Ginestas  en Aude.  Brice Ferrer jugó en su juventud con el club Argeliés de Bassin Sud minervois, aunque luego jugó durante un año con los juveniles del RC Narbonne. 
Tras graduarse en ingeniería civil en la región de Toulouse, continuó jugando al rugby en el AS Tournefeuille desde 2013, antes de ser cedido al Stade Toulouse para la temporada 2015-2016.    
Sin perspectivas de ascenso en el club de Toulouse, fichó por el Tarbes PR, jugando entonces en la Fédérale 1.  Sin embargo, una rotura de ligamento de la rodilla derecha le mantuvo alejado del campo durante casi toda la temporada. 
Después de esa primera temporada en Fédérale 1, se unió al SO Chambéry, de la misma división. 
Más tarde, en la temporada  de 2018, firmó un contrato de dos temporadas con elUS Dax, que acababa de descender al Federale 1. Después de una primera temporada satisfactoria, firmó un año adicional  y se convirtió en uno de los indiscutidos del equipo durante sus dos primeras temporadas. Mientras el US Dax participó en el nuevo campeonato, la Nationale 1, de la temporada 2020-2021, Ferrer disputó todos los primeros partidos del club landés. 
Tras una primera concentración con la selección española a principios de febrero de 2021, Ferrer fue convocado un mes después  al grupo del XV del Leon para la preparación de la Eurocopa, que coincidía que también se consideraba como el clasificatorio para la Copa del Mundo de 2023. Alineado como suplente en el primer encuentro, vivió así su primera internacionalización con la camiseta de España el 14 de marzo de 2021, frente a Georgia, en el Estadio Nacional Complutense.   A nivel de clubes, finalmente extendió su contrato por un año más  y luego por dos más en 2022. 
A nivel de clubes, la temporada 2022-2023 finaliza con el ascenso a Pro D2  y un título de subcampeonato, con Ferrer participando en la final igualada contra elValence Romans DR. 